# Triturus karelinii
Triturus karelinii é uma espécie de anfíbio caudado pertencente à família Salamandridae. Faz parte do grupo do tritão-de-crista. A sua área de distribuição inclui grande parte dos Balcãs, Turquia, Cáucaso e a costa sul do Mar Cáspio.